# Partecipanti alla Vuelta a Burgos 2024
Elenco dei partecipanti alla Vuelta a Burgos 2024.
La Vuelta a Burgos 2024 è stata la quarantaseiesima edizione della corsa. Alla competizione presero parte 20 squadre: 13 con licenza UCI World Tour 2024 e 7 UCI ProTeam.
Partenza con 139 ciclisti accreditati.

## Corridori per squadra
Nota: R ritirato, NP non partito, FT fuori tempo, SQ squalificato
| Team Visma-Lease a Bike         | Team Visma-Lease a Bike         | Team Visma-Lease a Bike         | Red Bull-Bora-Hansgrohe   | Red Bull-Bora-Hansgrohe   | Red Bull-Bora-Hansgrohe   | Ineos Grenadiers       | Ineos Grenadiers         | Ineos Grenadiers       |
| ------------------------------- | ------------------------------- | ------------------------------- | ------------------------- | ------------------------- | ------------------------- | ---------------------- | ------------------------ | ---------------------- |
| N°                              | Ciclista                        | Clas.                           | N°                        | Ciclista                  | Clas.                     | N°                     | Ciclista                 | Clas.                  |
| 1                               | Sepp Kuss                       | 1°                              | 11                        | Sergio Higuita            | 10°                       | 21                     | Thymen Arensman          | 20°                    |
| 2                               | Edoardo Affini                  | 88°                             | 12                        | Ben Zwiehoff              | 42°                       | 22                     | Andrew August            | R 2ª                   |
| 3                               | Robert Gesink                   | 63°                             | 13                        | Patrick Gamper            | 101°                      | 23                     | Omar Fraile              | 77°                    |
| 4                               | Cian Uijtdebroeks               | 26°                             | 14                        | Roger Adrià               | 48°                       | 24                     | Kim Heiduk               | 66°                    |
| 5                               | Julien Vermote                  | 104°                            | 15                        | Alexander Hajek           | 44°                       | 25                     | Michael Leonard          | 70°                    |
| 6                               | Ben Tulett                      | R 2ª                            | 17                        | Giovanni Aleotti          | 31°                       | 26                     | Brandon Rivera           | 8°                     |
| 7                               | Johannes Staune-Mittet          | 38°                             |                           |                           |                           | 27                     | Óscar Rodríguez          | 14°                    |
| Movistar Team                   | Movistar Team                   | Movistar Team                   | Bahrain Victorious        | Bahrain Victorious        | Bahrain Victorious        | UAE Team Emirates      | UAE Team Emirates        | UAE Team Emirates      |
| N°                              | Ciclista                        | Clas.                           | N°                        | Ciclista                  | Clas.                     | N°                     | Ciclista                 | Clas.                  |
| 31                              | Nairo Quintana                  | 83°                             | 41                        | Damiano Caruso            | R 2ª                      | 51                     | Rafał Majka              | 21°                    |
| 32                              | Iván García Cortina             | 72°                             | 42                        | Matevž Govekar            | 96°                       | 52                     | Jay Vine                 | 62°                    |
| 33                              | Jorge Arcas                     | 68°                             | 43                        | Fran Miholjević           | 65°                       | 53                     | Igor Arrieta             | 47°                    |
| 34                              | Jon Barrenetxea                 | 86°                             | 44                        | Kamil Gradek              | 99°                       | 54                     | Finn Fisher-Black        | 3°                     |
| 35                              | Ruben Guerreiro                 | 89°                             | 45                        | Jasha Sütterlin           | 110°                      | 55                     | Álvaro Hodeg             | 126°                   |
| 36                              | Iván Romeo                      | 12°                             | 46                        | Antonio Tiberi            | 32°                       | 56                     | Duarte Marivoet          | 125°                   |
| 37                              | Javier Romo                     | 15°                             | 47                        | Torstein Træen            | 17°                       | 57                     | Ivo Oliveira             | 82°                    |
| Lidl-Trek                       | Lidl-Trek                       | Lidl-Trek                       | Astana Qazaqstan Team     | Astana Qazaqstan Team     | Astana Qazaqstan Team     | Groupama-FDJ           | Groupama-FDJ             | Groupama-FDJ           |
| N°                              | Ciclista                        | Clas.                           | N°                        | Ciclista                  | Clas.                     | N°                     | Ciclista                 | Clas.                  |
| 61                              | Tao Geoghegan Hart              | R 2ª                            | 71                        | Gleb Brusenskij           | 85°                       | 81                     | Enzo Paleni              | 60°                    |
| 62                              | Patrick Konrad                  | 9°                              | 72                        | Lorenzo Fortunato         | 19°                       | 82                     | Lorenzo Germani          | 87°                    |
| 63                              | Bauke Mollema                   | 121°                            | 73                        | Daniil Marukhin           | 109°                      | 83                     | Olivier Le Gac           | 92°                    |
| 64                              | Fabio Felline                   | 74°                             | 74                        | Ide Schelling             | 73°                       | 84                     | Eddy Le Huitouze         | 112°                   |
| 65                              | Sam Oomen                       | 23°                             | 75                        | Vadim Pronskij            | 67°                       | 85                     | Rémy Rochas              | 30°                    |
| 66                              | Quinn Simmons                   | R 5ª                            | 76                        | Santiago Umba             | NP 5ª                     | 86                     | Reuben Thompson          | 45°                    |
| 67                              | Pim Ronhaar                     | R 5ª                            | 77                        | Nicolas Vinokurov         | 100°                      | 87                     | Matthew Walls            | 93°                    |
| Decathlon AG2R La Mondiale Team | Decathlon AG2R La Mondiale Team | Decathlon AG2R La Mondiale Team | Team DSM-Firmenich PostNL | Team DSM-Firmenich PostNL | Team DSM-Firmenich PostNL | Team Jayco AlUla       | Team Jayco AlUla         | Team Jayco AlUla       |
| N°                              | Ciclista                        | Clas.                           | N°                        | Ciclista                  | Clas.                     | N°                     | Ciclista                 | Clas.                  |
| 91                              | Geoffrey Bouchard               | 36°                             | 101                       | Julius van den Berg       | 122°                      | 111                    | Welay Hagos Berhe        | 22°                    |
| 92                              | Sander De Pestel                | 28°                             | 102                       | Pavel Bittner             | 107°                      | 112                    | Eddie Dunbar             | 49°                    |
| 93                              | Jaakko Hänninen                 | 53°                             | 103                       | Chris Hamilton            | 51°                       | 113                    | Felix Engelhardt         | 71°                    |
| 94                              | Victor Lafay                    | 25°                             | 104                       | Enzo Leijnse              | 116°                      | 114                    | Caleb Ewan               | 124°                   |
| 95                              | Killian Verschuren              | 81°                             | 105                       | Tim Naberman              | 120°                      | 115                    | Lucas Hamilton           | 113°                   |
| 96                              | Valentin Paret-Peintre          | 91°                             | 106                       | Max Poole                 | 2°                        | 116                    | Blake Quick              | 119°                   |
| 97                              | Valentin Retailleau             | 103°                            | 107                       | Martijn Tusveld           | 57°                       | 117                    | Callum Scotson           | 54°                    |
| EF Education-EasyPost           | EF Education-EasyPost           | EF Education-EasyPost           | Burgos-BH                 | Burgos-BH                 | Burgos-BH                 | Caja Rural-Seguros RGA | Caja Rural-Seguros RGA   | Caja Rural-Seguros RGA |
| N°                              | Ciclista                        | Clas.                           | N°                        | Ciclista                  | Clas.                     | N°                     | Ciclista                 | Clas.                  |
| 121                             | Hugh Carthy                     | 69°                             | 131                       | Mario Aparicio            | 43°                       | 141                    | Álex Díaz                | 108°                   |
| 122                             | Simon Carr                      | 123°                            | 132                       | Rodrigo Álvarez           | 97°                       | 142                    | Jefferson Alveiro Cepeda | 6°                     |
| 123                             | Jefferson Alexander Cepeda      | 18°                             | 133                       | José Manuel Díaz          | 37°                       | 143                    | David González           | 75°                    |
| 124                             | Esteban Chaves                  | NP 2ª                           | 134                       | Victor Langellotti        | 33°                       | 144                    | Mulu Kinfe Hailemichael  | 55°                    |
| 125                             | Owain Doull                     | 52°                             | 135                       | Antonio Angulo            | 56°                       | 145                    | Callum Johnston          | 90°                    |
| 126                             | Darren Rafferty                 | 16°                             | 136                       | Eric Fagúndez             | 46°                       | 146                    | Jokin Murguialday        | 35°                    |
| 127                             | James Shaw                      | R 2ª                            | 137                       | Jetse Bol                 | 94°                       | 147                    | Gorka Sorarrain          | 76°                    |
| Equipo Kern Pharma              | Equipo Kern Pharma              | Equipo Kern Pharma              | Euskaltel-Euskadi         | Euskaltel-Euskadi         | Euskaltel-Euskadi         | Tudor Pro Cycling Team | Tudor Pro Cycling Team   | Tudor Pro Cycling Team |
| N°                              | Ciclista                        | Clas.                           | N°                        | Ciclista                  | Clas.                     | N°                     | Ciclista                 | Clas.                  |
| 151                             | Urko Berrade                    | 4°                              | 161                       | Jon Aberasturi            | 84°                       | 171                    | Marco Brenner            | 111°                   |
| 152                             | Marc Brustenga                  | 105°                            | 162                       | Enekoitz Azparren         | 115°                      | 172                    | Aloïs Charrin            | NP 2ª                  |
| 153                             | Pablo Castrillo                 | 7°                              | 163                       | Xabier Isasa              | 59°                       | 173                    | Miká Heming              | R 2ª                   |
| 154                             | Jorge Gutiérrez                 | 34°                             | 164                       | Txomin Juaristi           | 13°                       | 174                    | Marius Mayrhofer         | NP 3ª                  |
| 155                             | Ibon Ruiz                       | 24°                             | 165                       | Víctor de la Parte        | 41°                       | 175                    | Sébastien Reichenbach    | 50°                    |
| 156                             | Diego Uriarte                   | 58°                             | 166                       | Gotzon Martín             | 80°                       | 176                    | Michael Storer           | 5°                     |
| 157                             | Ibai Azanza                     | 114°                            | 167                       | Iker Mintegi              | 39°                       | 177                    | Hannes Wilksch           | 78°                    |
| Q36.5 Pro Cycling Team          | Q36.5 Pro Cycling Team          | Q36.5 Pro Cycling Team          | Team Polti Kometa         | Team Polti Kometa         | Team Polti Kometa         |                        |                          |                        |
| N°                              | Ciclista                        | Clas.                           | N°                        | Ciclista                  | Clas.                     |                        |                          |                        |
| 181                             | Matteo Badilatti                | 64°                             | 191                       | Paul Double               | 29°                       |                        |                          |                        |
| 182                             | David de la Cruz                | 27°                             | 192                       | Davide Piganzoli          | 11°                       |                        |                          |                        |
| 183                             | Frederik Frison                 | 102°                            | 193                       | Matteo Fabbro             | 40°                       |                        |                          |                        |
| 184                             | Damien Howson                   | 127°                            | 194                       | Álex Martín               | 61°                       |                        |                          |                        |
| 185                             | Giacomo Nizzolo                 | 118°                            | 195                       | Jhonatan Restrepo         | 95°                       |                        |                          |                        |
| 186                             | Nicolò Parisini                 | 106°                            | 196                       | Diego Sevilla             | 79°                       |                        |                          |                        |
| 187                             | Jannik Steimle                  | 117°                            | 197                       | Germán Darío Gómez        | 98°                       |                        |                          |                        |